# Caragana cinerea
Caragana cinerea là một loài thực vật có hoa trong họ Đậu. Loài này được (Kom.) N.S.Pavlova miêu tả khoa học đầu tiên.